# Ptilamicta
Ptilamicta é um gênero de mariposa pertencente à família Acrolophidae.